# Höchenschwand

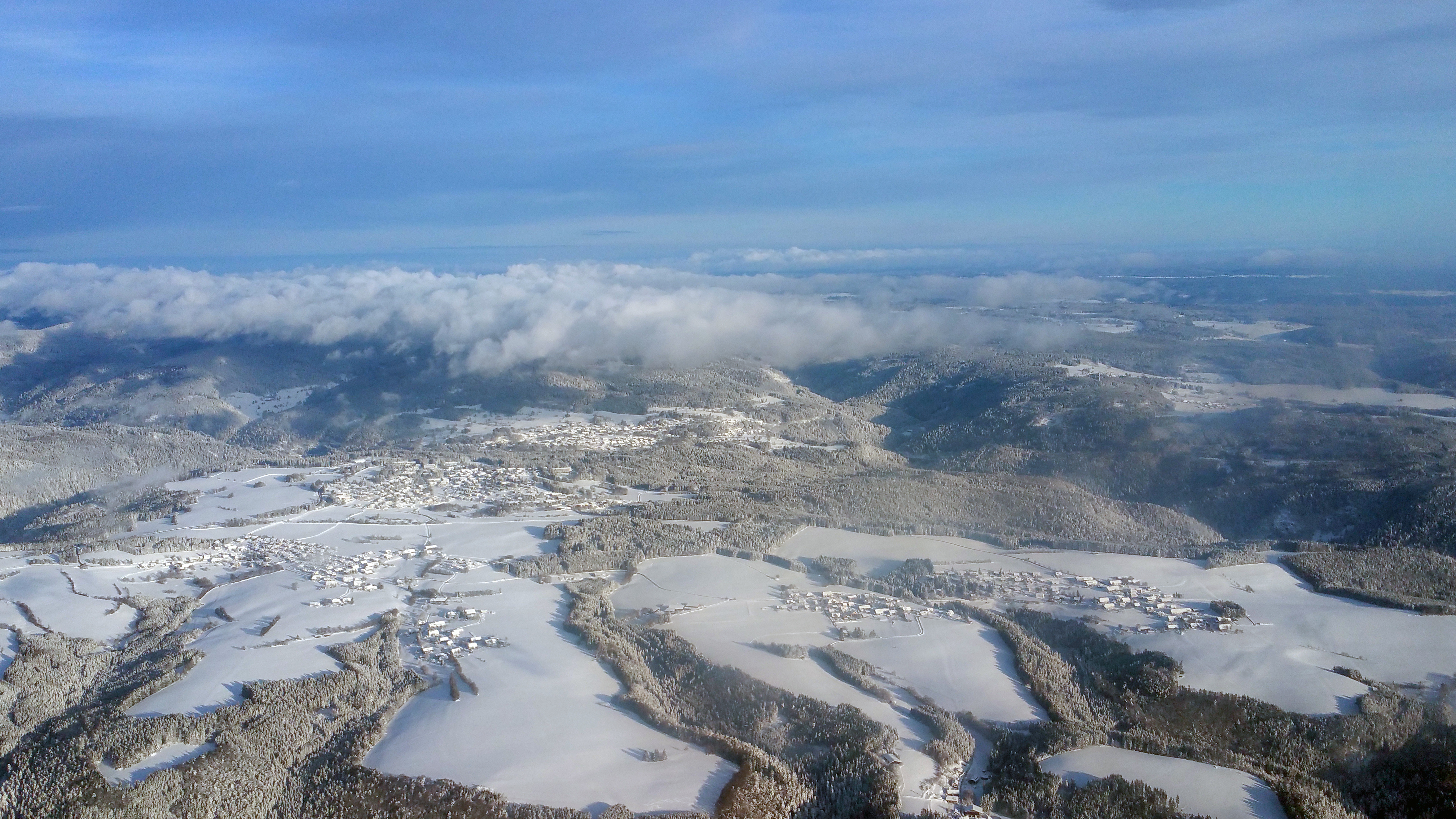
Höchenschwand auf einer Luftaufnahme vom 31. Januar 2015

Höchenschwand ist eine Gemeinde im Landkreis Waldshut in Baden-Württemberg.

## Geografie

### Geografische Lage
Der heilklimatische Kurort Höchenschwand liegt im südlichen Hochschwarzwald an der B 500 etwa 20 km nördlich der Kreisstadt Waldshut-Tiengen auf einem leicht nach Süden geneigten Hochplateau im Naturpark Südschwarzwald. Bekannt ist der Ort für das hier vor allem bei Föhn- oder Inversionswetterlage weitgedehnte Alpenpanorama.

### Nachbargemeinden
Die Gemeinde grenzt im Norden an Häusern, im Osten an Schluchsee und Ühlingen-Birkendorf, im Süden an Weilheim sowie im Westen an die Stadt St. Blasien.

### Gemeindegliederung
Zur Gemeinde Höchenschwand mit den früher selbständigen Gemeinden Amrigschwand und Tiefenhäusern gehören elf Dörfer, Höfe und Häuser. Zur ehemaligen Gemeinde Amrigschwand gehören die Dörfer Amrigschwand, Attlisberg, Ellmenegg, Segalen und Strittberg, das Gehöft Leinegg (Scheuerhof) und die Häuser Steinreusche. Zur Gemeinde Höchenschwand gehörte vor der Gemeindereform der 1970er Jahre das Dorf Höchenschwand. Zur ehemaligen Gemeinde Tiefenhäusern gehören die Dörfer Tiefenhäusern, Frohnschwand, Heppenschwand, Oberweschnegg und Unterweschnegg.
Im Gebiet der Gemeinde Höchenschwand in den Grenzen von vor der Gemeindereform der 1970er Jahre liegen die Wüstungen Heidenschloß und Leinegg sowie die abgegangene Burg Tombrugg, eine der ältesten Burgen im Albgau.

## Geschichte
Die Geschichte Höchenschwands und der Ortsteile ist sehr verschieden. Und wird somit einzeln aufgeführt.

### Höchenschwand

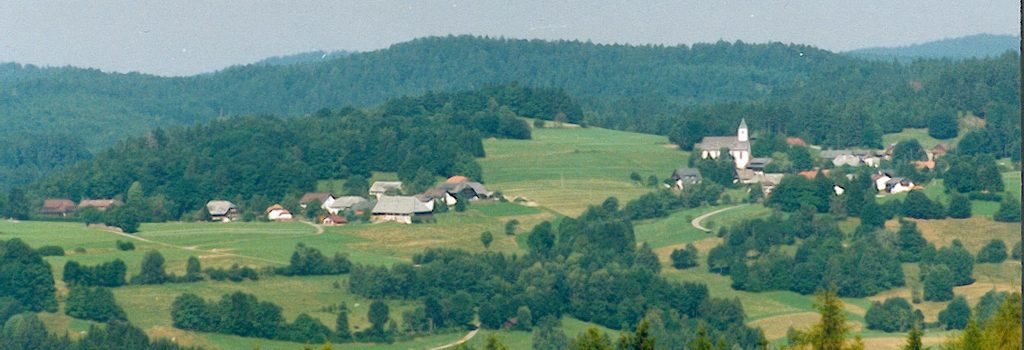
Ausblick nach Urberg

Höchenschwand wurde im Jahre 1158 erstmals urkundlich erwähnt. Damals hieß Höchenschwand noch „Hachinsvanda“. Hachinsvanda lässt sich heute als Hachos-Schwandung übersetzen. Bruder Hacho war der erste Siedler in Höchenschwand. Er „schwandete“ (alemannisches Wort für Rodung) den Schwarzwaldberg und machte ihn bewohnbar. Der Name bedeutet also wörtlich „Schwendung des Hacho“, der Genetiv vom Namen Hacho lautete Hachin. So hieß das „Dorf am Himmel“ damals Hachinswand. Der erste Abt des Klosters St. Blasien war Abt Beringer, der um die Jahrtausendwende in Höchenschwand geboren wurde. Abt Beringer erhielt im Jahr 983 von Kaiser Otto II. die Hochtäler Bernau und Menzenschwand, dazu die Vogteien Blasiwald, Urberg und Höchenschwand. Diese Gebiete nannte man „Zwing und Bann“.
1158 wurde von Bischof Gebhard III. von Konstanz und Abt Uto von St. Blasien die „Ecclesiae z Hachinsvande“ geweiht
1254 das Erzhaus Habsburg übernimmt die Klostervogtei St. Blasien. Bis zur Säkularisation bleibt Höchenschwand vorderösterreichisch.
Bis 1330 betrieben St. Blasier Mönche 4 Bruderhöfe. 1330 zogen sich die Brüder in Kloster zurück und die Höfe wurden als Erblehen an freie Bauern vergeben.
1440 wird der Tafernhof „zum Ochsen“, das heutige Kurhaus, erstmals urkundlich erwähnt. Der Ochsen war gesellschaftlicher Mittelpunkt der Vogtei und der Einung Höchenschwand.
1450 Aufkommen der Wallfahrt zur Schmerzenmutter von Höchenschwand in der Pfarrkirche St. Michael.
1596 Volkszählung. In Höchenschwand standen zehn Häuser mit 14 wehrhaften Männern.
1648 alle Ortschaften der heutigen Gesamtgemeinde Höchenschwand werden zum Kirchspiel Höchenschwand zusammengefasst.
1659 Ausbau der Pfarrkirche zu Höchenschwand.
1681 nach Blitzschlag brannte der Kirchturm komplett nieder und wurde innerhalb von 2 Jahren wieder aufgebaut. Der dort gebaute Turm besteht fast unverändert bis heute. Die Jahreszahl 1683 kann an einem der Fenster am Turm von unten abgelesen werden.
1752 erste Erwähnung eines Lehrers in Höchenschwand.
1780 Bau des Klosterwegs, des Vorgängers der B500, durch Fürstabt Martin Gerbert von St. Blasien über Höchenschwand, Waldkirch nach Waldshut.
1781 Durchreise des Autors und Buchhändlers Friedrich Nikolai, der Höchenschwand lobend erwähnt und von fröhlichen gesunden Bauern spricht.
1806 Säkularisation. Höchenschwand kommt zum Großherzogtum Baden. Nach den Napoleonischen Kriegen herrschte große Unsicherheit und Armut in Höchenschwand. Das alte System war zusammengebrochen, Krieg und Hungersnot zeichneten die Bevölkerung.
1850 im Zuge der Industriellen Revolution konnten die Landwirtschaft und altes Handwerk, wie Nagelschmied, Hausweber, Harzer und Salpetersieder die Bevölkerung nicht mehr ernähren. So veranlasste gegen die Verarmung der Bevölkerung Großherzog Leopold von Baden den Bau einer Strohflechtschule in Höchenschwand, aus der 1866 die Strohhutfabrik Höchenschwand entstand. Mit ihr begann der Wohlstand in Höchenschwand. Zu Spitzenzeiten, besonders im Winter, waren über 500 Personen bei der Strohhutfabrik angestellt.
1870 fahren die ersten Postkutschen mit festem Fahrplan von Waldshut über Höchenschwand nach St. Blasien und zurück. Durch die Lage und den Umbau des Gasthauses zum Ochsen zum Hotel Höchenschwand beginnt der Tourismus in Höchenschwand. In kürzester Zeit entstehen mehrere Weinwirtschaften und Pensionen.
1876 Höchenschwand wird zum Luftkurort erhoben und das Hotel Höchenschwand wird zum Kurhotel umgebaut.
1893 Grundsteinlegung der neuen Pfarrkirche vollzogen durch Großherzog Friedrich I. und Großherzogin Luise von Baden.
1904 Stromversorgung in Höchenschwand.
1910 Erste Wasserleitung. Das Kurhotel Höchenschwand brennt komplett aus und wird 1912 wieder aufgebaut.
1918 nach dem Ersten Weltkrieg Hungersnot in Höchenschwand. In diesem Jahr schloss die Strohhutfabrik.
1919 Das Kurhaus Höchenschwand bekommt unter Dr. Wilhelm Bettinger eine eigene Ärztliche Abteilung.
1932 Umbau der Strohhutfabrik zur Augenheilstätte Sonnenhof unter Dr. Bettinger und dem neuen Kurhotelchef Bernhard Porten.
1939 Höchenschwand wird Heilklimatischer Kurort.
1945 Ende des Zweiten Weltkrieges: Beklagung vieler Gefallener und Besatzung durch die Franzosen.
Ab 1950 Höchenschwand wird als „Kurort der natürlichen Höhensonne“, insbesondere das Kurhaus Höchenschwand und das Augensanatorium Sonnenhof als Privatheilanstalten, zu einem sehr bekannten Kurort weit über die Landesgrenzen hinaus.

### Amrigschwand und Tiefenhäusern
Die ehemaligen Gemeinden Amrigschwand und Tiefenhäusern bildeten zusammen mit den Orten Immeneich, Niedermühle, Unterkutterau, Brunnadern und Aisperg die Einung Höchenschwand der Grafschaft Hauenstein.
894 erste urkundliche Erwähnung von Tiefenhäusern. Tiefenhäusern gehörte wie die Burg Tombrugg in frühester Zeit zum Kloster St. Gallen.
Zwischen 1065 und 1328  erste urkundliche Erwähnung aller Ortschaften
1154 Übernahme des Unteren Albgaus durch das Haus Habsburg. Bis zur Säkularisation bleibt der Höchenschwander Berg Hauensteinisch Österreichisch.
1328 Ersterwähnung der Neumühle. Die Neumühle war die einzige Getreidemühle in der Einung Höchenschwand. Sie bestand bis 1932
1468 Die Eidgenossen wollten in die Einung Höchenschwand vordringen, wurden aber von der Landesletze (Grenzbefestigung) zwischen Brunnadern und Rementschwiel aufgehalten. An der Letze kämpften die Hauensteiner gegen die Eidgenossen. Die Letze hielt bis zum Verrat eines der Verteidiger, sodass die Schweizer eine Bresche schlagen konnten. Die Hauensteiner ergaben sich und konnten so der Plünderung und Brandschatzung entgehen.
1703 Bau der Johannes-Baptist-Enthauptungskapelle auf dem Herpelfeld bei Tiefenhäusern. Hier stand der Galgen für die Einung Höchenschwand
1728–1730 erste Salpetererunruhen, an denen sich die Bevölkerung der Einung beteiligte. Auflehnung gegen das Kloster St. Blasien
1739 Freikauf der Hauensteiner vom Kloster St Blasien. Abschaffung der Leibeigenschaft auf dem Berg. Hinrichtung des Dorfmeiers Jakob Leber als Exempel gegen die Auflehnung der Hauensteiner.
1745 Zweite Salpetererunruhen. Erstürmung von Waldshut und Schlacht bei Etzwihl, die die Hauensteiner verloren. Einige Hauensteiner mussten daraufhin in den Banat auswandern.
1755 Eröffnung des Adlers in Amrigschwand
1767 Eröffnung des Rössles in Tiefenhäusern
1783 Eröffnung des Adlers in Strittberg
1934 Bildung der Gemeinden Amrigschwand und Tiefenhäusern
1. Juli 1971  Eingemeindung von Tiefenhäusern
1. Oktober 1974 Eingemeindung von Amrigschwand

## Politik

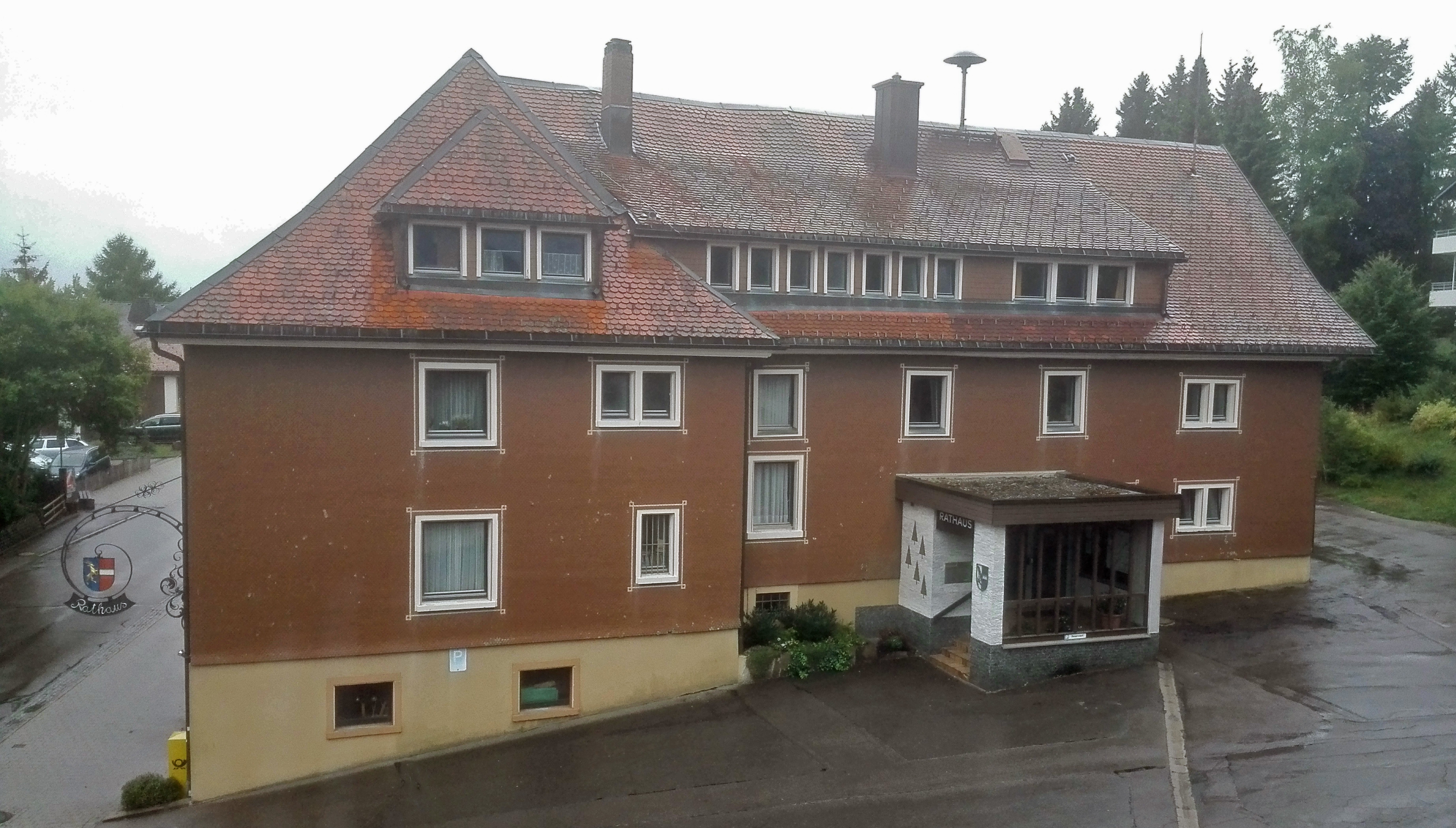
Ehemaliges Rathaus in Höchenschwand

### Verwaltungsverband
Höchenschwand gehört dem Gemeindeverwaltungsverband St. Blasien mit Sitz in St. Blasien an.

### Gemeinderat
Der Gemeinderat in Höchenschwand hat 12 Mitglieder. Er besteht aus den gewählten ehrenamtlichen Gemeinderäten und dem Bürgermeister als Vorsitzendem. Der Bürgermeister ist im Gemeinderat stimmberechtigt. Die Kommunalwahl am 9. Juni 2024  führte zu folgendem Endergebnis.
| Parteien und Wählergemeinschaften | Parteien und Wählergemeinschaften           | % 2024 | Sitze 2024 | % 2019 | Sitze 2019 | Kommunalwahl 2024 %50403020100 33,7 %40,9 %25,4 % CDUBLSPDGewinne und Verlusteim Vergleich zu 2019 %p 8 6 4 2 0 −2 −4 −6 −8−10−12−11,0 %p+7,9 %p+3,1 %pCDUBLSPD |
| CDU                               | Christlich Demokratische Union Deutschlands | 33,7   | 5          | 44,7   | 5          | Kommunalwahl 2024 %50403020100 33,7 %40,9 %25,4 % CDUBLSPDGewinne und Verlusteim Vergleich zu 2019 %p 8 6 4 2 0 −2 −4 −6 −8−10−12−11,0 %p+7,9 %p+3,1 %pCDUBLSPD |
| BL                                | Bürgerliste Höchenschwand                   | 40,9   | 4          | 33,0   | 4          | Kommunalwahl 2024 %50403020100 33,7 %40,9 %25,4 % CDUBLSPDGewinne und Verlusteim Vergleich zu 2019 %p 8 6 4 2 0 −2 −4 −6 −8−10−12−11,0 %p+7,9 %p+3,1 %pCDUBLSPD |
| SPD                               | Sozialdemokratische Partei Deutschlands     | 25,4   | 3          | 22,3   | 3          | Kommunalwahl 2024 %50403020100 33,7 %40,9 %25,4 % CDUBLSPDGewinne und Verlusteim Vergleich zu 2019 %p 8 6 4 2 0 −2 −4 −6 −8−10−12−11,0 %p+7,9 %p+3,1 %pCDUBLSPD |
| gesamt                            | gesamt                                      | 100,0  | 12         | 100,0  | 12         | Kommunalwahl 2024 %50403020100 33,7 %40,9 %25,4 % CDUBLSPDGewinne und Verlusteim Vergleich zu 2019 %p 8 6 4 2 0 −2 −4 −6 −8−10−12−11,0 %p+7,9 %p+3,1 %pCDUBLSPD |
| Wahlbeteiligung                   | Wahlbeteiligung                             | 64,1 % | 64,1 %     | 62,4 % | 62,4 %     | Kommunalwahl 2024 %50403020100 33,7 %40,9 %25,4 % CDUBLSPDGewinne und Verlusteim Vergleich zu 2019 %p 8 6 4 2 0 −2 −4 −6 −8−10−12−11,0 %p+7,9 %p+3,1 %pCDUBLSPD |

### Wappen
| Wappen der Gemeinde Höchenschwand | Blasonierung: „In gespaltenem Schild vorn in Blau ein linksgewendeter, steigender goldener (gelber) Hirsch, hinten in Rot ein silberner (weißer) Balken.“ |
| Wappen der Gemeinde Höchenschwand | Wappenbegründung: Der Ort gehörte unter österreichischer Landeshoheit bis 1805 zum Zwing und Bann der Abtei St. Blasien und war Hauptort der Hauensteiner Einung Höchenschwand. Im 19. Jahrhundert war ein Farbstempel mit der Inschrift BÜRGERMEISTERAMT HÖCHENSCHWAND ohne eigentliches Siegelbild in Gebrauch. Als 1906 ein Wappen angeschafft werden sollte, wurden in Anspielung auf die frühere territoriale Zugehörigkeit der Hirsch aus dem Wappen von St. Blasien und der österreichische Bindenschild vom Generallandesarchiv vorgeschlagen. Die Flagge wurde am 4. Oktober 1983 durch das Landratsamt Waldshut verliehen. |

Wappen der früheren Gemeinden

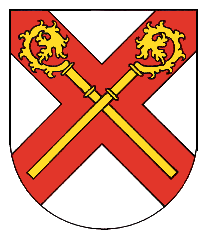
Amrigschwand
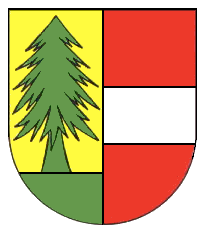
Tiefenhäusern

### Partnerschaften
Höchenschwand unterhält seit 1988 partnerschaftliche Beziehungen zu der kleinen französischen Gemeinde Arradon in der Bretagne.

## Sehenswürdigkeiten

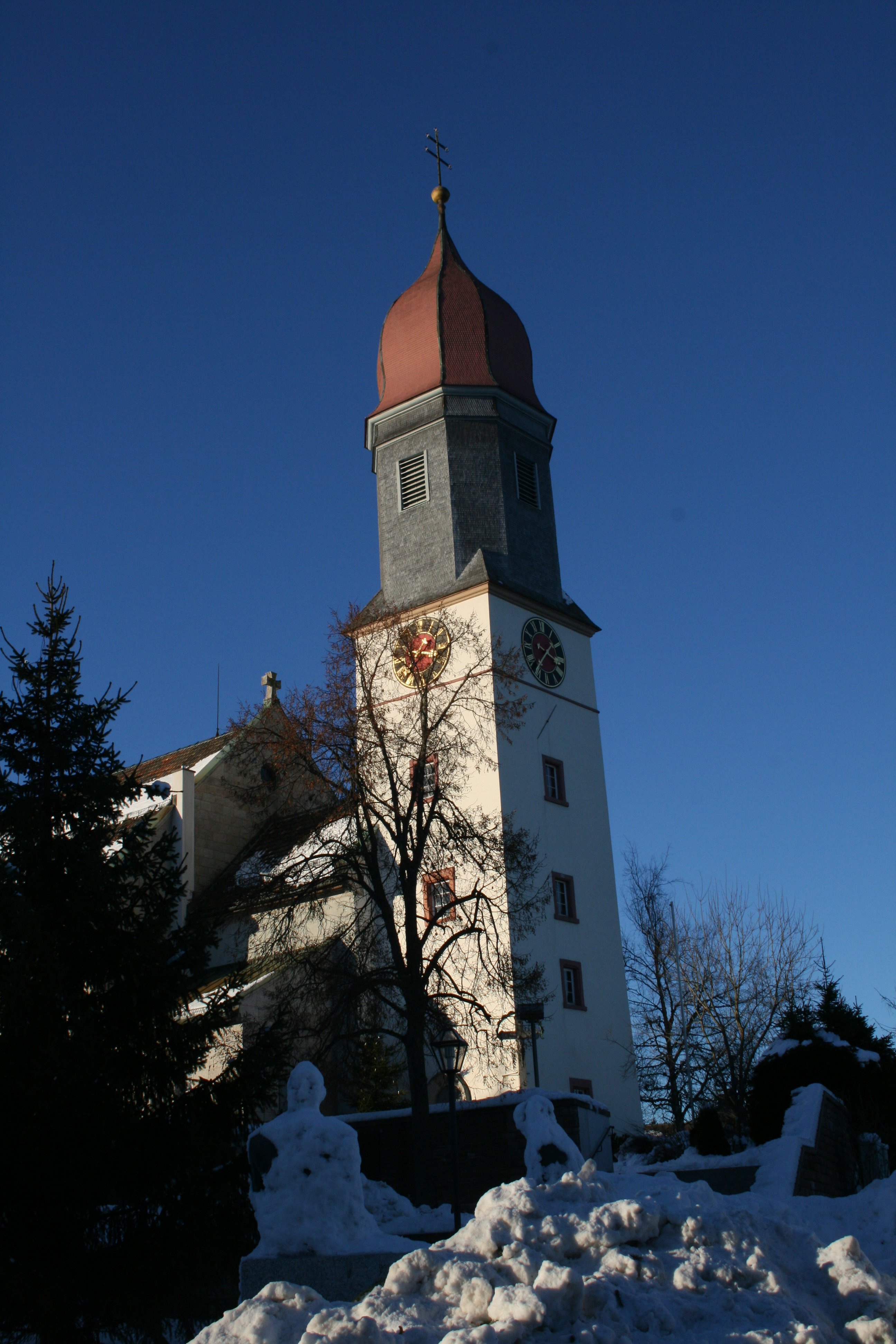
Kirche St. Michael in Höchenschwand

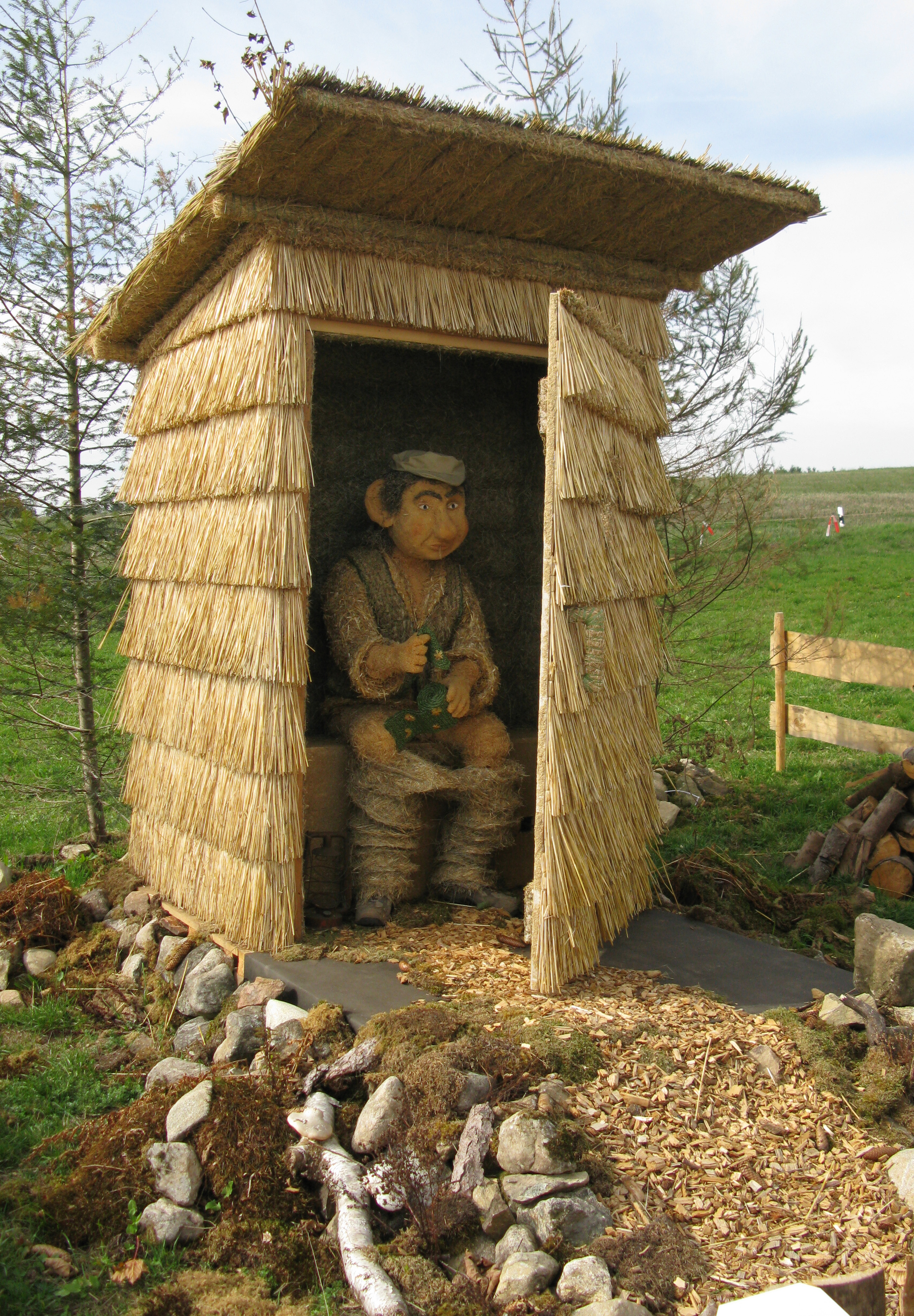
1. Preis im Strohskulpturenwettbewerb 2015

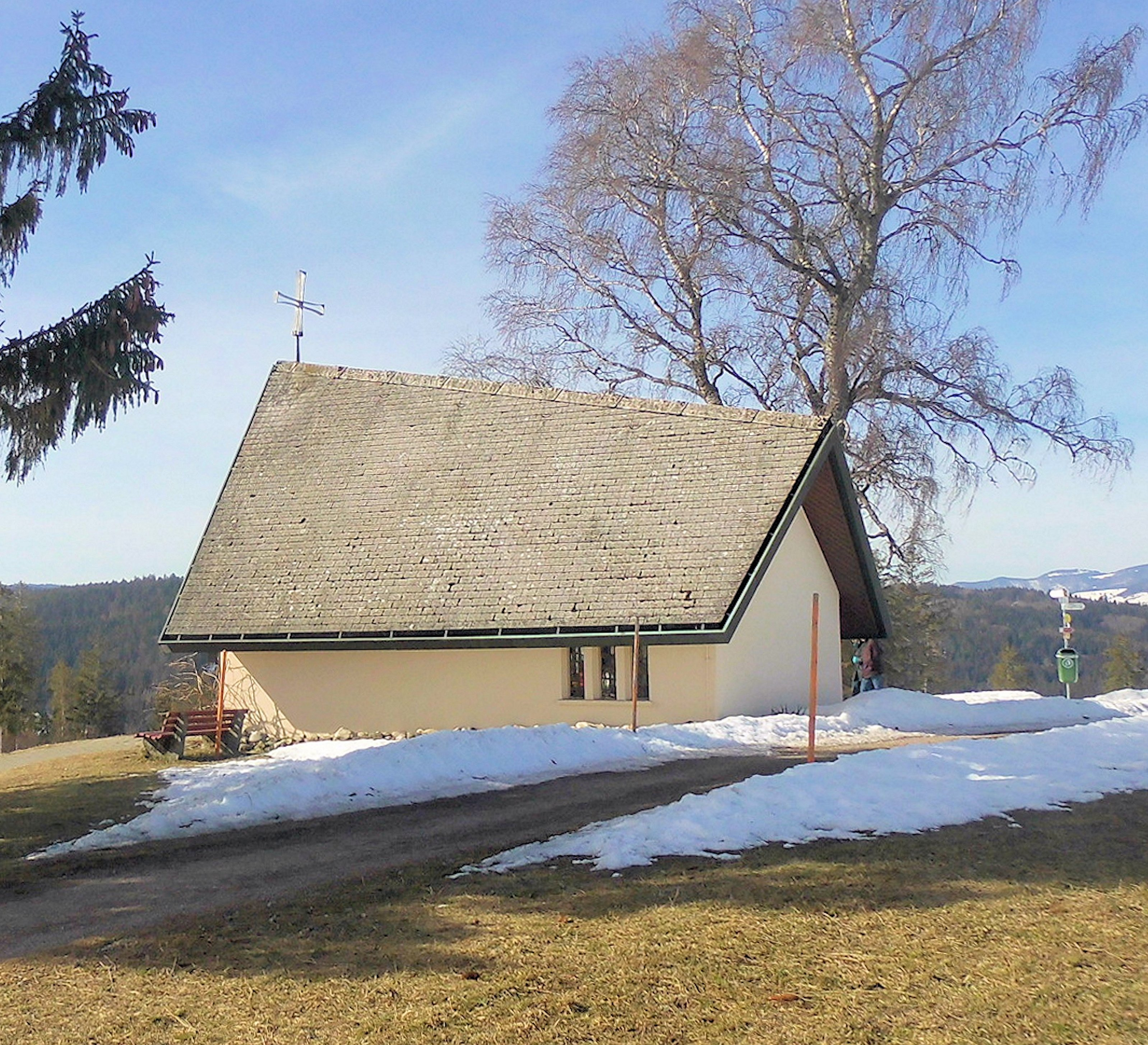
Marienkapelle

- Höchenschwander Beweinung von Georg Petel in St. Michael
- Rothaus-Zäpfle-Turm (51,3 Meter hoher Aussichtsturm mit Kletterwand)
- Waldfreibad Häusern-Höchenschwand
- Johanneskirche[8]
- Marienkapelle
- Wolfs-Informationszentrum Baden-Württemberg[9]

### Museen
- Museum Malerhäusle Christian Gotthard Hirsch[10]

## Regelmäßige Veranstaltungen
Am zweiten Augustwochenende findet in der St.-Georg-Straße von Höchenschwand seit 1993 jährlich die Schlemmermeile statt. Die 15. Veranstaltung dieser Art im Jahr 2008 hatte einige 1000 Besucher.
Alle zwei Jahre findet ein Strohskulpturenwettbewerb statt. Mindestens lebensgroße Skulpturen mit Stroh werden von den örtlichen Vereinen gefertigt und im Herbst im Ortsteil Frohnschwand ausgestellt. Der letzte Wettbewerb fand 2023 statt.

## Persönlichkeiten

### Ehrenbürger
- Bernhard Porten sen. †, Hotelier (Ernennung 24. April 1968)[14]
- Wilhelm Hiener †, Hotelier (Ernennung 12. Januar 1970)[15]
- Eugen Schmidt †, Kaufmann und Bürgermeister i. R. (Ernennung 9. August 1971)[15]
- Christian-Gotthard-Hirsch †, Kunstmaler (Ernennung 24. April 1974)[15]
- Karl Rehm †, Pfarrer (Ernennung 20. Februar 1978)[16]
- Alfons Huber †, Schreinermeister und Bürgermeister i. R. (Ernennung 13. August 1979)[15]
- Alois Schäuble, Kaufmann (Ernennung 12. September 1988)
- Werner Porten, Hotelier (Ernennung 1992)
- Werner Rautenberg, Bürgermeister i. R.[17] (Ernennung 2003)
- Ivan Hojanic, Pfarrer in Höchenschwand (Ernennung 16. Januar 2015)[18]
- Edwin Röhrauer, Arzt in Höchenschwand (Ernennung 12. Januar 2020)[19]

### Persönlichkeiten
- Beringer, ab 934 Prior und von 946 bis 974 Abt im Kloster St. Blasien
- Arnold II., 1247 bis 1276 Abt im Kloster St. Blasien
- Ida Boy-Ed, (1852–1928), Schriftstellerin
- Paul Kaestner (1876–1936), Jurist, Ministerialdirektor und Kirchenliederdichter, starb in Höchenschwand
- Alfred Döblin (1878–1957), Arzt und gesellschaftskritischer Schriftsteller, besuchte 1955 eine Klinik in Höchenschwand[20]
- Christian Gotthard Hirsch (1889–1977), Landschaftsmaler
- Karl Wurm (1906–2005), Forscher für Sarkoidose und behandelnder Arzt in Höchenschwand[15]
- Karlheinz Keller (1921–2012), Jurist, Präsident des Oberlandesgerichts Karlsruhe
- Herbert Berner (1921–1992), Archivar und Heimatforscher